# 上田市
上田市（うえだし）は、長野県東部（東信地方）にある市。東信地方および上田地域の中心都市で、長野県内では長野市、松本市に次ぐ3番目の規模の都市である。
国際会議観光都市および計量特定市に指定されている。

## 概要
現在の上田市は、2006年3月6日に旧上田市・丸子町・真田町・武石村が合併して発足した。
千曲川右岸の旧市街は、戦国時代に真田氏が築いた上田城を中心とする城下町。千曲川左岸の塩田は鎌倉時代の執権北条氏の一族塩田北条氏の所領で、安楽寺、北向観音などの多くの文化遺産が残されており「信州の鎌倉」の異称で呼ばれる。上田市街地から北に向かうと真田氏発祥の地とされる真田郷（旧・真田町）に達する。都市圏は佐久地域にまでおよび、都市圏人口は定義次第では37万人になる。

## 地理

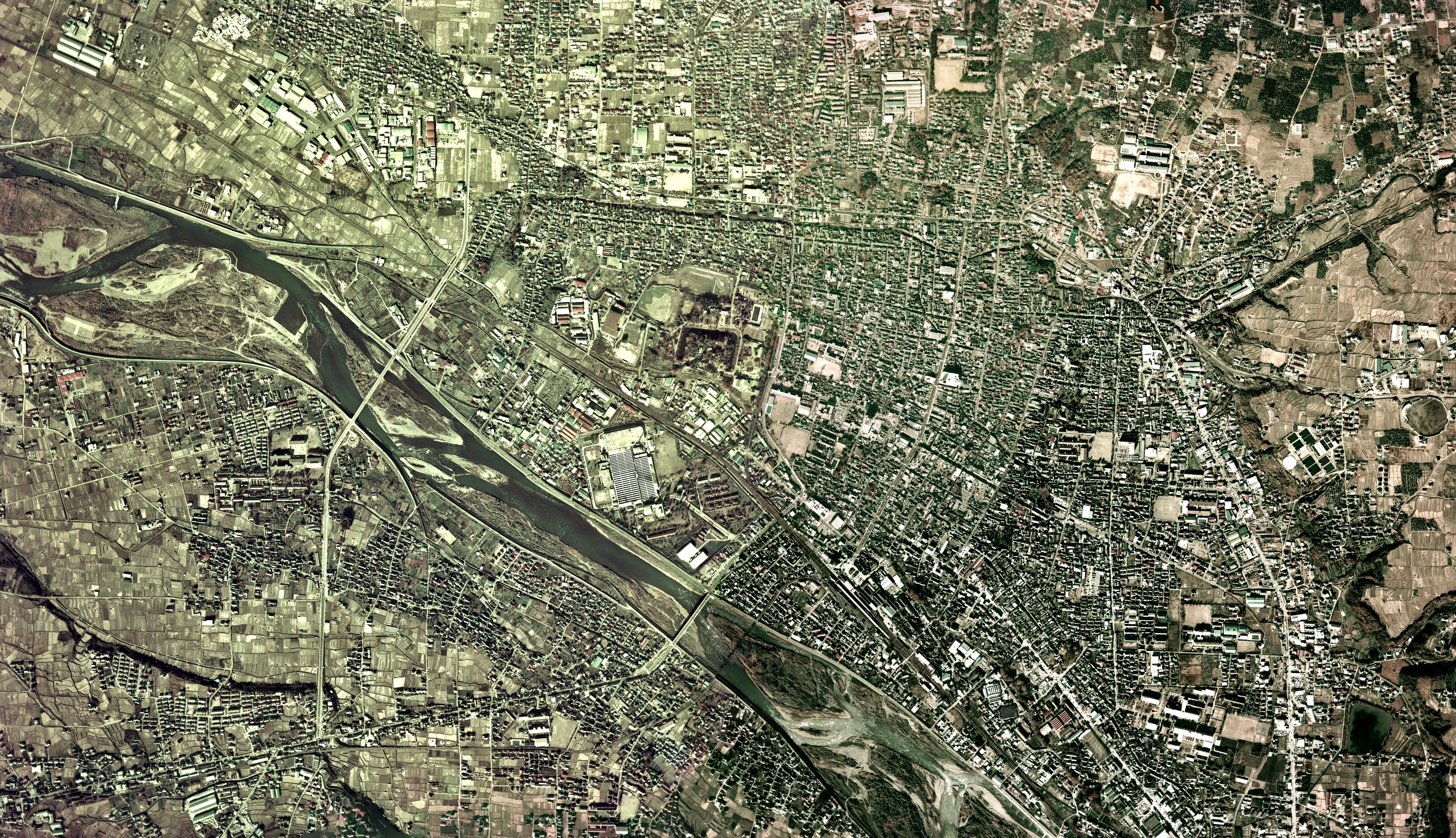
上田市中心部周辺の空中写真。
1975年撮影の3枚を合成作成。。

### 位置
上田市は、長野県の中央からやや東北の所にあり、県庁所在地の長野市から40キロメートル、東京から190キロメートルのところにある。
市域は上田盆地全体に広がり、それを二分するように千曲川が横断している。市中心部（狭義の上田）は千曲川の河岸段丘上に位置する（標高約450メートル）。

### 地形
市のほぼ中央を東から北西に千曲川が流れる。

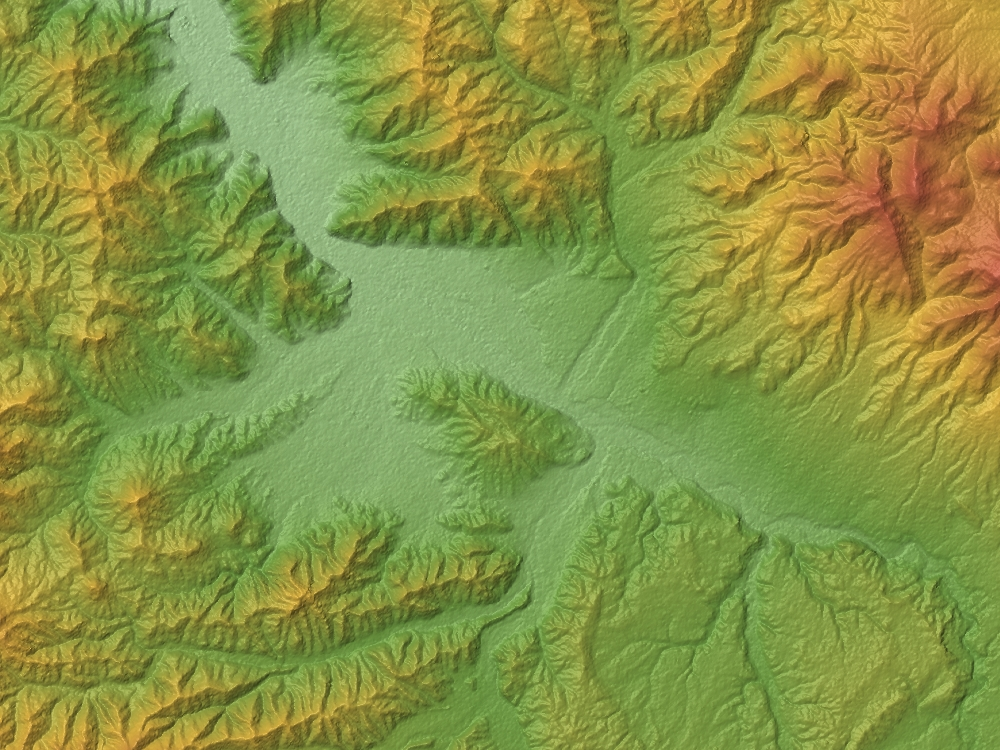
上田盆地の地形

千曲川右岸の河岸段丘上に、上田城を中心とした市街地が位置する。
市街地の北側の扇状地上ではりんごをはじめとした果樹栽培がさかん。
千曲川左岸の塩田地区には水田地帯がひろがる。
土地の地目別面積
宅地3,459.4、田3,219.6、畑3,655.4、山林28,076.9、原野3,108.9、雑種地1,008.1、池沼地24.3、公共用地他12,650.9（単位:ヘクタール、平成30年1月1日）。

#### 河川
上田市の全域は、信濃川水系に属し、本流の千曲川の支流の主な水系としては以下があげられる。
主な川
- 神川水系：市域北部を南流し、岩下地区付近で千曲川に合流（英語版）する。傍陽川などを支流にもつ。
- 浦野川水系：市域中央部の川西地区、塩田地区を流域とし、小泉地区付近で千曲川に合流する。産川、湯川などを支流にもつ。
- 依田川水系：市域南部の丸子地区、武石地区を流域として北流し、生田地区付近で千曲川に合流する。依田川のほか、内村川、武石川などを支流にもつ。

#### 山地
主な山
- 北部：菅平高原を中心とした、四阿山(2,354メートル)、根子岳(2,207メートル)のほか、烏帽子岳(2,066m)などの2,000メートル級の山。
- 南部：美ヶ原高原を中心とした、王ヶ頭(2,034メートル)、物見石山(1,985メートル)、武石峰(1,973メートル)など。
- その他：塩田地区の南部には、独鈷山(1,266メートル)、上田市中心部の北側には、太郎山(1,164メートル)などが聳え、古くから市民に親しまれている。

### 気候
盆地部分の年平均気温は、約12℃。年間の最高気温は35℃前後、最低気温は-10℃程度。昼夜、冬夏の寒暑の差が大きい典型的な内陸性気候。晴天率が高く、年間の平均降水量が約900ミリメートルと全国でも有数の少雨乾燥地帯。ただし、菅平高原などの山岳地帯は、夏季冷涼、冬季寒冷である。
少雨地帯であるものの、中心を流下する千曲川の支流の依田川、神川、浦野川等の豊富な水量と近代的な菅平ダム、内村ダムをはじめ、江戸時代から発達した農業用ため池や、昭和13年に完成した沢山湖などにより深刻な水不足はない。かつて、ため池では、コイ、フナの養殖が盛んに行われた。
| 上田の気候               | 上田の気候   | 上田の気候  | 上田の気候   | 上田の気候   | 上田の気候   | 上田の気候    | 上田の気候    | 上田の気候    | 上田の気候   | 上田の気候    | 上田の気候   | 上田の気候   | 上田の気候     |
| 月                       | 1月          | 2月         | 3月          | 4月          | 5月          | 6月           | 7月           | 8月           | 9月          | 10月          | 11月         | 12月         | 年             |
| ------------------------ | ------------ | ----------- | ------------ | ------------ | ------------ | ------------- | ------------- | ------------- | ------------ | ------------- | ------------ | ------------ | -------------- |
| 最高気温記録 °C （°F）   | 15.2 (59.4)  | 22.1 (71.8) | 29.6 (85.3)  | 32.0 (89.6)  | 34.0 (93.2)  | 37.2 (99)     | 38.8 (101.8)  | 38.4 (101.1)  | 37.4 (99.3)  | 31.3 (88.3)   | 26.4 (79.5)  | 24.0 (75.2)  | 38.8 (101.8)   |
| 平均最高気温 °C （°F）   | 5.2 (41.4)   | 6.9 (44.4)  | 11.5 (52.7)  | 18.2 (64.8)  | 23.5 (74.3)  | 26.3 (79.3)   | 30.0 (86)     | 31.3 (88.3)   | 26.2 (79.2)  | 20.0 (68)     | 14.2 (57.6)  | 8.2 (46.8)   | 18.5 (65.3)    |
| 日平均気温 °C （°F）     | −0.5 (31.1)  | 0.5 (32.9)  | 4.4 (39.9)   | 10.6 (51.1)  | 16.2 (61.2)  | 20.1 (68.2)   | 23.9 (75)     | 24.9 (76.8)   | 20.5 (68.9)  | 13.9 (57)     | 7.6 (45.7)   | 2.1 (35.8)   | 12.0 (53.6)    |
| 平均最低気温 °C （°F）   | −5.0 (23)    | −4.4 (24.1) | −1.1 (30)    | 4.3 (39.7)   | 10.1 (50.2)  | 15.4 (59.7)   | 19.7 (67.5)   | 20.5 (68.9)   | 16.3 (61.3)  | 9.5 (49.1)    | 2.5 (36.5)   | −2.4 (27.7)  | 7.1 (44.8)     |
| 最低気温記録 °C （°F）   | −14.4 (6.1)  | −13.4 (7.9) | −10.7 (12.7) | −6.0 (21.2)  | 0.3 (32.5)   | 5.2 (41.4)    | 11.3 (52.3)   | 11.6 (52.9)   | 5.3 (41.5)   | −1.4 (29.5)   | −5.5 (22.1)  | −12.0 (10.4) | −14.4 (6.1)    |
| 降水量 mm （inch）       | 29.3 (1.154) | 28.7 (1.13) | 54.0 (2.126) | 58.6 (2.307) | 77.0 (3.031) | 102.2 (4.024) | 135.6 (5.339) | 103.5 (4.075) | 134.1 (5.28) | 110.8 (4.362) | 44.0 (1.732) | 23.9 (0.941) | 906.2 (35.677) |
| 平均降水日数 （≥1.0 mm） | 4.7          | 5.3         | 7.7          | 7.7          | 8.5          | 10.5          | 13.0          | 9.7           | 9.6          | 8.0           | 5.5          | 5.0          | 95.0           |
| 平均月間日照時間         | 184.3        | 186.7       | 203.7        | 211.3        | 218.8        | 165.4         | 174.2         | 204.3         | 156.6        | 164.2         | 172.4        | 180.0        | 2,221.9        |
| 出典：気象庁             |              |             |              |              |              |               |               |               |              |               |              |              |                |

| 菅平の気候               | 菅平の気候    | 菅平の気候    | 菅平の気候   | 菅平の気候   | 菅平の気候   | 菅平の気候    | 菅平の気候    | 菅平の気候    | 菅平の気候    | 菅平の気候   | 菅平の気候   | 菅平の気候    | 菅平の気候       |
| 月                       | 1月           | 2月           | 3月          | 4月          | 5月          | 6月           | 7月           | 8月           | 9月           | 10月         | 11月         | 12月          | 年               |
| ------------------------ | ------------- | ------------- | ------------ | ------------ | ------------ | ------------- | ------------- | ------------- | ------------- | ------------ | ------------ | ------------- | ---------------- |
| 最高気温記録 °C （°F）   | 10.7 (51.3)   | 13.9 (57)     | 18.1 (64.6)  | 23.8 (74.8)  | 27.9 (82.2)  | 28.9 (84)     | 30.3 (86.5)   | 30.4 (86.7)   | 28.9 (84)     | 24.2 (75.6)  | 21.2 (70.2)  | 15.7 (60.3)   | 30.4 (86.7)      |
| 平均最高気温 °C （°F）   | −1.5 (29.3)   | −0.5 (31.1)   | 3.5 (38.3)   | 10.7 (51.3)  | 16.8 (62.2)  | 19.9 (67.8)   | 23.7 (74.7)   | 24.7 (76.5)   | 20.0 (68)     | 14.0 (57.2)  | 8.3 (46.9)   | 1.8 (35.2)    | 11.8 (53.2)      |
| 日平均気温 °C （°F）     | −6.2 (20.8)   | −5.6 (21.9)   | −1.8 (28.8)  | 4.8 (40.6)   | 10.7 (51.3)  | 14.7 (58.5)   | 18.8 (65.8)   | 19.5 (67.1)   | 15.3 (59.5)   | 8.9 (48)     | 3.0 (37.4)   | −3.0 (26.6)   | 6.6 (43.9)       |
| 平均最低気温 °C （°F）   | −13.0 (8.6)   | −12.6 (9.3)   | −7.9 (17.8)  | −1.3 (29.7)  | 4.4 (39.9)   | 9.8 (49.6)    | 14.8 (58.6)   | 15.3 (59.5)   | 11.2 (52.2)   | 4.1 (39.4)   | −2.4 (27.7)  | −8.7 (16.3)   | 1.1 (34)         |
| 最低気温記録 °C （°F）   | −29.0 (−20.2) | −29.2 (−20.6) | −22.8 (−9)   | −17.8 (0)    | −5.3 (22.5)  | −1.9 (28.6)   | 6.1 (43)      | 5.8 (42.4)    | −1.0 (30.2)   | −8.6 (16.5)  | −18.3 (−0.9) | −26.4 (−15.5) | −29.2 (−20.6)    |
| 降水量 mm （inch）       | 78.0 (3.071)  | 68.7 (2.705)  | 80.8 (3.181) | 79.7 (3.138) | 93.9 (3.697) | 117.7 (4.634) | 161.9 (6.374) | 119.4 (4.701) | 151.6 (5.969) | 129.8 (5.11) | 64.9 (2.555) | 72.0 (2.835)  | 1,220.5 (48.051) |
| 降雪量 cm （inch）       | 192 (75.6)    | 153 (60.2)    | 136 (53.5)   | 35 (13.8)    | 0 (0)        | 0 (0)         | 0 (0)         | 0 (0)         | 0 (0)         | 0 (0)        | 12 (4.7)     | 121 (47.6)    | 648 (255.1)      |
| 平均降水日数 （≥1.0 mm） | 14.5          | 12.1          | 12.7         | 10.7         | 10.3         | 12.1          | 14.0          | 10.8          | 11.1          | 10.5         | 9.6          | 12.9          | 141.1            |
| 平均月間日照時間         | 135.5         | 135.9         | 161.1        | 189.8        | 214.5        | 165.4         | 166.6         | 189.4         | 143.4         | 156.4        | 155.6        | 139.1         | 1,955.2          |
| 出典：気象庁             |               |               |              |              |              |               |               |               |               |              |              |               |                  |

### 地域

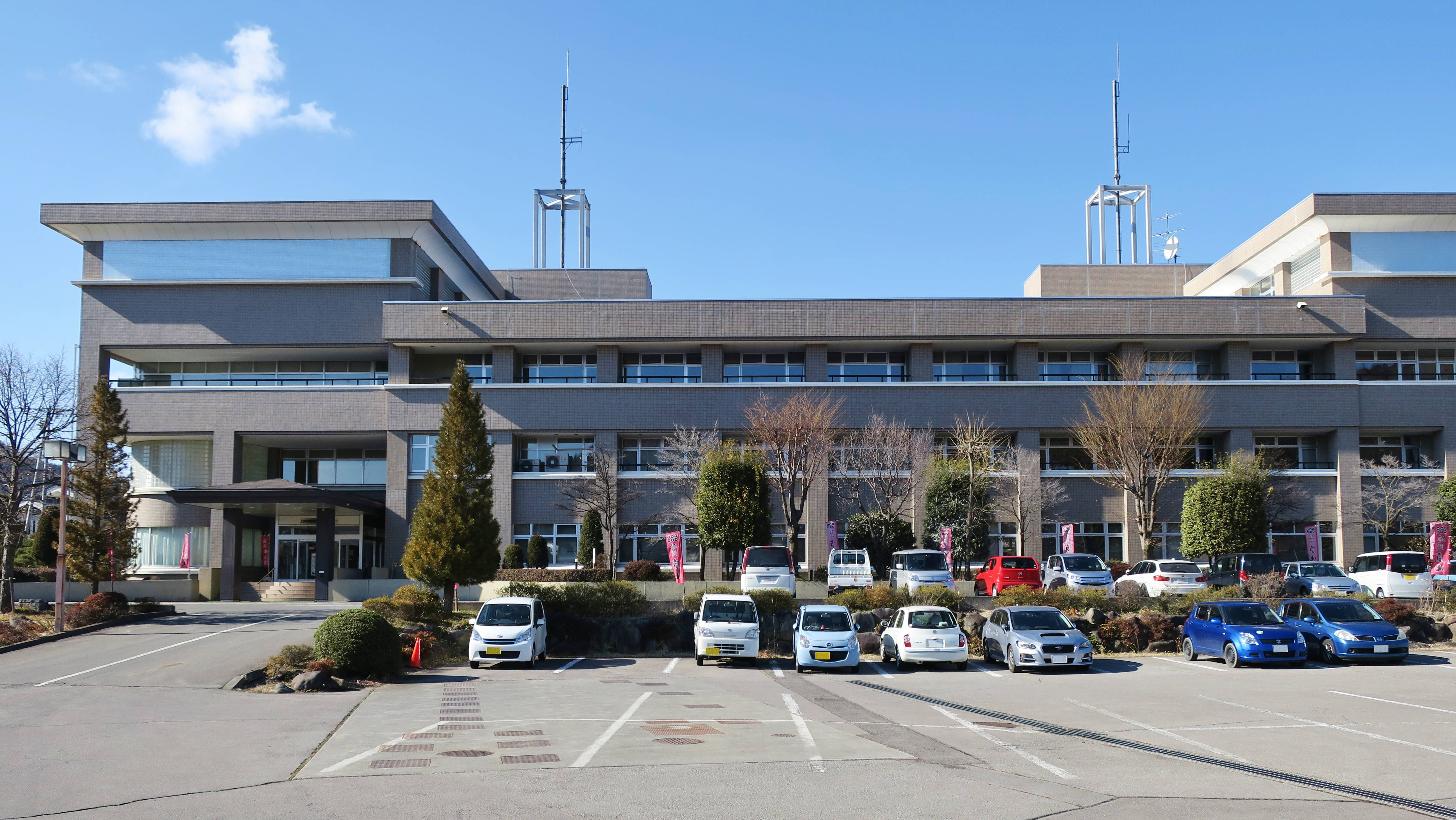
真田地域自治センター

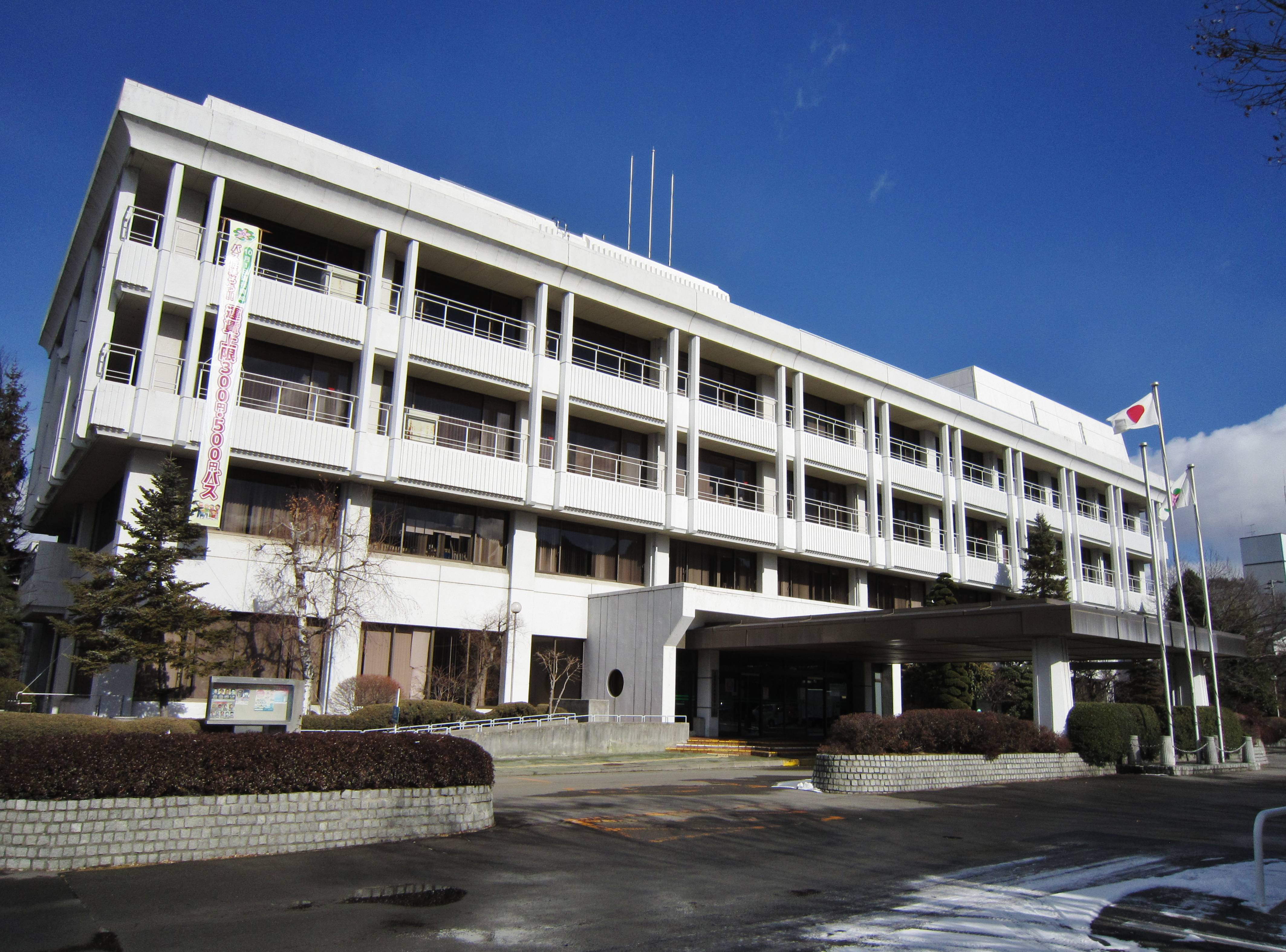
丸子地域自治センター

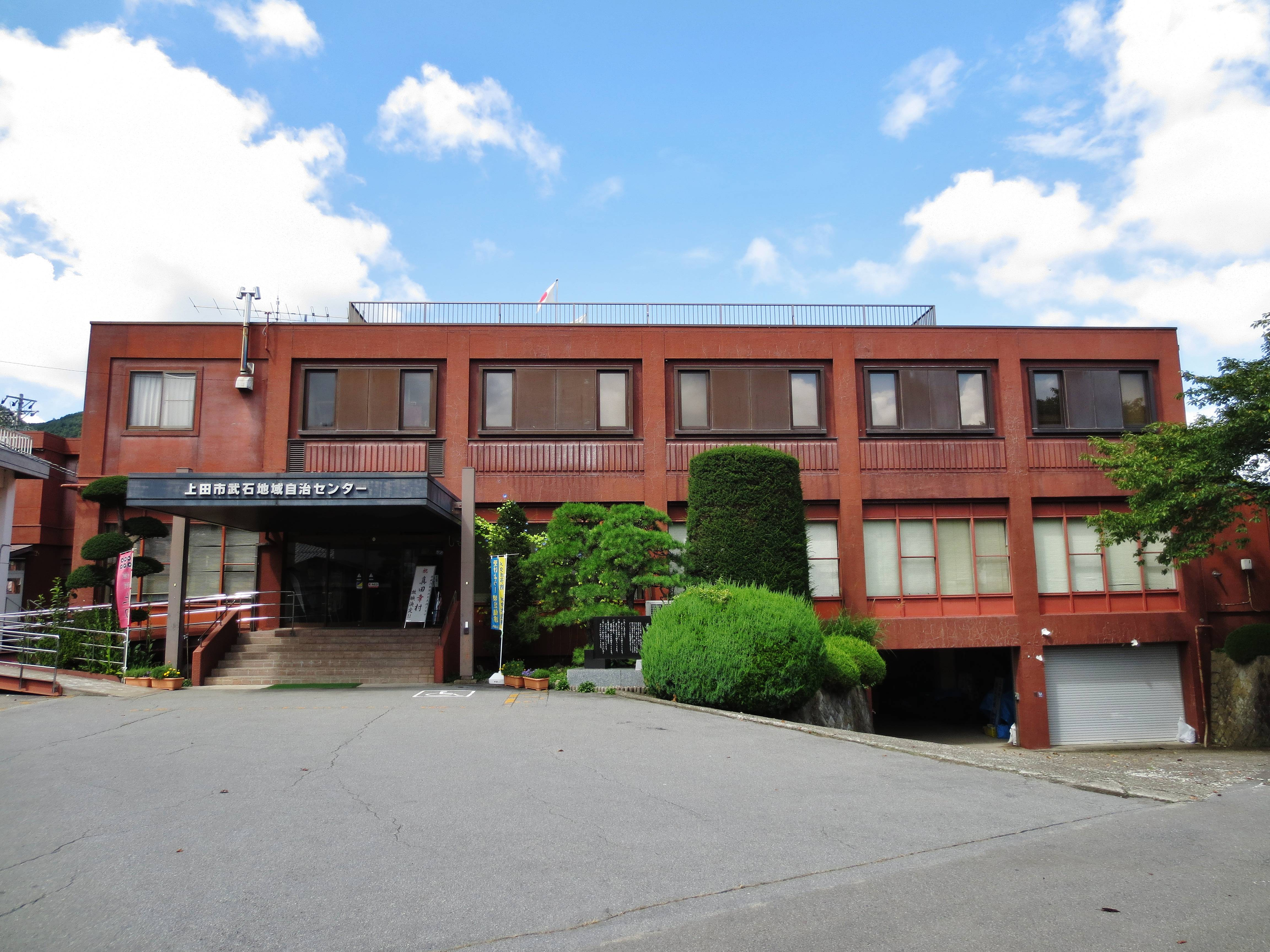
武石地域自治センター

#### 地名
上田市には、大きい地区とそれをさらに区切った小さい地区がある。カッコ内には、小さい地区に所属する大字町丁（住所）を掲載している。
ただし、2006年3月の合併による新・上田市発足に際し、大字の表記を廃止しており、上田地区の踏入から緑が丘、真田地区の菅平高原、および丸子地区の鹿教湯温泉を除いた地名は、旧来の大字に相当する。
上田地区
- 上田地区（踏入(1〜2丁目)、常田(1〜3丁目)、常入(1丁目)、材木町(1〜2丁目)、天神(1〜4丁目)、大手(1〜2丁目)、中央(1〜6丁目)、中央東、中央北(1〜3丁目)、中央西(1〜2丁目)、二の丸、常磐城(1〜6丁目)、緑が丘(1〜3丁目)、上田、常入(丁目なし)、国分、常磐城(丁目なし)）
- 城下地区（小牧、諏訪形、御所、中之条）
- 塩尻地区（秋和、上塩尻、下塩尻）
- 神川地区（大屋、岩下、蒼久保、国分）

上田地区は地理的にも経済的にも市の中心にあり、城下町の面影をのぞくことができる。幹線道路や鉄道駅を中心とした交通網の整備も進んでいる。地区の周辺部には広大な田畑や商業地、住宅地が広がっている。りんごの生産地。千曲川左岸の城下地区は上田市成立後最初に市に編入された小県郡城下村の旧村域であり、また「昭和の大合併」以前に市に編入された地域である。上田電鉄別所線は開業当初、旧城下村の中心地区三好町を起点としていた。
1980年代までは、上田地区が市の人口重心であったが、近年の人口移動で逆転現象により、千曲川の対岸（城下地区・川辺地区・泉田地区・塩田地区・川西地区）に人口重心が移りつつある。
神科豊殿地区
- 神科地区（上野、古里、住吉）
- 豊里地区（芳田）
- 殿城地区（林之郷、殿城、漆戸）

神科地区は市の中心部から見て北東にある田畑が中心の地区。りんごの生産地。上信越自動車道の上田菅平インターチェンジがあり、幹線道路の整備が進んでいる。この地区を通る国道18号線（上田バイパス）や国道144号線、浅間サンライン沿線などには各種の郊外型商店や遊興施設（パチンコ、アミューズメント店舗等）などが建つ。豊殿地区は神科地区よりもさらに東にあり、農地と住宅地が目立つ。
塩田地区
- 東塩田地区（富士山（ふじやま）、古安曽、下之郷）
- 中塩田地区（中野、小島、保野、舞田、八木沢、本郷、五加）
- 西塩田地区（前山、手塚、山田、野倉、新町、十人）
- 別所地区（別所温泉）

塩田地区は旧・上田市の南部にあり、塩田平と呼ばれる平地が広がる。平地部は田畑が中心。降水量が少ないため、農業用水の確保のために多くのため池が点在し、中には鯉の養殖が行われている池もある。「塩田鯉」と呼ばれる。同地区には、平安時代から室町時代の建造物が残り、日本で唯一の八角三重塔（安楽寺）、「未完成完成の塔」と呼ばれる前山寺の三重塔などは有名。なかでも鎌倉時代に立てられた建造物や史跡が点在していることから「信州の鎌倉」と呼ばれる。山のふもとには別所温泉がある。
川辺地区
- 川辺地区（上田原、下之条、神畑、築地、福田、吉田）

2000年代には平井寺トンネル方面へのバイパス道路建設を機に上田原・神畑・築地のバイパス道路周辺に大規模商業施設が立ち並び、商業的な中心地になりつつあり、特に神畑は休耕田を所有していた実業家が多いためか、千曲川西岸にはパチンコ店が集中している。
川西地区
- 泉田地区（福田、吉田、小泉）
- 浦里地区（仁古田、岡、浦野、越戸）
- 室賀地区（下室賀、上室賀）

川西地区は旧・上田市の南西にあり田畑や山林が中心である。
真田地区（真田町本原、真田町傍陽（そえひ）、真田町長（おさ）、菅平高原）
真田地区は市の北部にあり、合併以前は真田町であった。主に神川（かんがわ）水系に位置する。菅平高原は、夏はラグビー・サッカー、冬はスキーをはじめとするスポーツが盛んで、スポーツ施設とともに、宿泊施設が集積している。夏の冷涼な気候を利用し、高原野菜の栽培が盛んに行われている。
丸子地区（生田、御嶽堂、長瀬、本海野、塩川、下丸子、中丸子、上丸子、藤原田、腰越、東内、平井、西内、鹿教湯温泉）
丸子地区は市の南部にあり、合併以前は丸子町であった。主に依田川水系に位置し、この地区、武石地区および小県郡長和町の一帯は依田窪地区とも呼ばれる。上田市内有数の工業地帯でもある。当地区の西部には、鹿教湯温泉をはじめとした温泉が点在する。鹿教湯温泉のホテル天竜閣には松代藩江戸中屋敷が以前は佐久市野沢にあった中島公園より移築されている。
武石地区（武石沖、武石鳥屋、下武石、上武石、武石小沢根、武石余里、武石下本入、武石上本入）
武石地区は市の南部にあり、平成18年の合併以前は旧上田市とは別の自治体の武石村であった。主に依田川水系に位置し、背後に美ヶ原高原を擁する。
また、この美ヶ原は長野県内のテレビ（地上アナログ、地上デジタル）、ラジオ（FM）の送信所（親局）がある。放送局により上田市の地籍になる局と隣市の松本市の地籍になる局がある。（ちなみに、上田市の大半の地域ではこの美ヶ原送信所からの電波を直接受信できるが、一部受信不可の地域は真田サテライト局（テレビは地上アナログ、デジタル両方に対応、ただしFMは無い）などでカバーしている）

#### 別称
- 三好町（上田地区-城下地区の諏訪形および御所の一部。旧城下村の中心地域）
- 千曲町（上田地区-城下地区の中之条の一部。長野県上田千曲高等学校周辺）
- 川辺町（上田地区-上田原地区の一部。旧川辺村の中心地域）
- 番外地（上田地区-城下地区の御所の一部。千曲川河川敷）

### 人口
- DID人口比は30.1%（2015年国勢調査）。

| |                                        |  |
| 上田市と全国の年齢別人口分布（2005年） | 上田市の年齢・男女別人口分布（2005年） |  |
| ■紫色 ― 上田市 ■緑色 ― 日本全国 | ■青色 ― 男性 ■赤色 ― 女性              |  |
| 上田市（に相当する地域）の人口の推移 \| 1970年（昭和45年） \| 139,770人 \| \| \| 1975年（昭和50年） \| 145,397人 \| \| \| 1980年（昭和55年） \| 151,804人 \| \| \| 1985年（昭和60年） \| 157,123人 \| \| \| 1990年（平成2年） \| 160,259人 \| \| \| 1995年（平成7年） \| 164,207人 \| \| \| 2000年（平成12年） \| 166,568人 \| \| \| 2005年（平成17年） \| 163,651人 \| \| \| 2010年（平成22年） \| 159,597人 \| \| \| 2015年（平成27年） \| 156,827人 \| \| \| 2020年（令和2年） \| 154,055人 \| \| |                                        |  |
| 総務省統計局 国勢調査より |                                        |  |
| 1970年（昭和45年） | 139,770人                              |  |
| 1975年（昭和50年） | 145,397人                              |  |
| 1980年（昭和55年） | 151,804人                              |  |
| 1985年（昭和60年） | 157,123人                              |  |
| 1990年（平成2年） | 160,259人                              |  |
| 1995年（平成7年） | 164,207人                              |  |
| 2000年（平成12年） | 166,568人                              |  |
| 2005年（平成17年） | 163,651人                              |  |
| 2010年（平成22年） | 159,597人                              |  |
| 2015年（平成27年） | 156,827人                              |  |
| 2020年（令和2年） | 154,055人                              |  |

内訳は上田中央地域30,363人、上田西部地域12,242人、上田城南地域29,563人、神科・豊殿地区21,981人、塩田地区19,716人、川西地区6,530人、丸子地区21,288人、真田地区9,847人、武石地区3,286人。令和3年10月1日現在。

### 隣接自治体
長野県
- 東御市
- 松本市
- 須坂市
- 長野市
- 千曲市
- 小県郡（長和町、青木村）
- 埴科郡（坂城町）
- 北佐久郡（立科町）
- 東筑摩郡（筑北村）

群馬県
- 吾妻郡（嬬恋村）

## 歴史

### 古代
奈良時代
- すでに別所温泉が開湯されていたという。奈良時代以前の景行天皇の時代、日本武尊の東征の折りに発見されたとも伝わる[4]。
- 8世紀に信濃国分寺、国分尼寺が建立された。最初の国府もこの近くに置かれたとする説もある。
- 奈良末期から平安時代初頭にかけての時期に、国府が松本に移る。

平安時代
- 938年（承平8年） - 平将門に追われて東山道を京にむけて関東を脱出しようとした平貞盛が、2月29日に追撃してきた将門の軍勢100騎と信濃国分寺付近で戦った記録が残されている。このとき貞盛は、信濃国海野古城を拠点とする信濃御牧の牧監（管理者）滋野氏の下に立ち寄っている。旧知の間柄であったとも伝わるが、正確な関係は不明である。滋野氏のみならず、郡司とされる他田真樹ら信濃国衙の関係者達も貞盛に加勢したが将門軍に破れたとされる。この戦闘によって国分寺は焼かれたものと考えられている。

### 中世
鎌倉時代
- 鎌倉幕府政所初代別当大江広元の孫大江佐房が承久の乱の後上田に所領を得たという。その子らが上田を名乗るが、1285年（弘安8年）霜月騒動で没落した。
- 13世紀に鎌倉幕府の執権北条氏の一族塩田流北条氏が信濃守護として三代60年間にわたって治めた。守護館は塩田城。

### 近世
戦国時代
- 1583年（天正11年）4月、甲斐武田氏の家臣・真田昌幸は、小泉氏の居城である尼ヶ淵城を改修して上田城とし、翌年城の完成とともに小県郡伊勢山の戸石城からこの城に移ったという。一方で、上田城は越後国の上杉氏に対して徳川家康により築城された城で、後に家康から昌幸に下賜された城であるとする説もある。築城後、真田昌幸は、真田氏に縁故のある海野郷（現在の東御市の一部）と原郷（市内の（旧）真田町の一部に本原の地名がみられる）の住民を招いて城下町を形成するに至る。
- 1585年（天正13年）8月 - 徳川家康がさしむけた真田討伐の大軍をむかえたが、真田昌幸は少ない兵と上田城や周辺の地理的条件を利用して、遂にこれを撃退せしめた。（第一次上田合戦）
- 1600年（慶長5年）- 関ヶ原の戦いのとき、真田昌幸とその子真田信繁（幸村）は、徳川秀忠が率いて押し寄せた大軍を完全に阻止し、そのため秀忠が関ヶ原の戦期を失うに至ったことは、史上名高いところである。（第二次上田合戦）

関ヶ原の戦い後、真田昌幸は次男である信繁とともに紀州高野山に幽閉されたため、上田城は一時空城となったが、依田肥前守信守が守衛の任に当たる。その後、徳川家康の女婿となっていた昌幸の長男真田信之が、徳川方に属し将軍秀忠のもとで上田城攻撃を行う忠誠を尽くしたことが評価され、沼田藩とともに上田藩の藩主にもなり、父の地盤を受け継いだ。
江戸時代
- 1622年（元和8年）- 真田信之が松代（現：長野市）に移り、その後小諸の仙石忠政が上田に移る。仙石家は3代85年にわたった。この間に現在残っている上田城が築かれる。
- 1742年（寛保2年）- 戌の満水・寛保の大水とも言われる千曲川の大洪水で市域に広く被害が及んだ。
- 1706年（宝永3年）- 但馬出石の松平忠周と所替になる。松平氏は在城7代164年の長きに及んだが、明治2年の版籍奉還によって上田藩となる。

### 近代
明治時代
- 1871年（明治4年）
  - 7月 - 廃藩置県に伴って上田県となる。
  - 11月 - 上田県が長野県に統一。
- 1877年（明治10年）11月8日 - 第十九国立銀行開業。
- 1879年（明治12年）1月14日 - 小県郡郡役所が上田町に設置される。
- 1886年（明治19年）8月15日 - 官設鉄道上田駅開業。
- 1889年（明治22年） - 小県郡丸子村に依田社が、翌年には同郡上田町に信陽館が設立され昭和時代の前半にかけて製糸業で賑わう。
- 1893年（明治26年）4月1日 - 信越本線（上野駅〜直江津駅）が開通。
- 1896年（明治29年）1月20日 - 信越本線大屋駅開業。
- 1900年（明治33年）【この年】 - 諏訪郡平野村の製糸業者笠原組が常田館を設立。（28年後吸収合併し笠原組→笠原工業上田工場と改称）

大正時代
- 1918年（大正7年）11月21日 - 丸子鉄道線が開業。
- 1919年（大正8年）5月1日 - （旧）上田市が発足。
- 1920年（大正9年）6月1日 - 信越本線の北塩尻駅開業。（※ 1956年（昭和31年）4月10日に西上田駅と改称した。）
- 1921年（大正10年）6月17日 - 上田温泉電軌の本線・川西線が開業。1928年（昭和3年）5月1日までに路線を拡大。1943年（昭和18年）10月21日に両社が合併し上田丸子電鉄と改称する。
- 1926年（大正15年）6月30日 - 自治体としての小県郡が廃止されたため市内にあった小県郡役所廃止。

昭和時代
- 1930年（昭和5年） - 菅平高原の開発が本格化した。
- 1931年（昭和6年）
  - 時期不詳 - 上田市営飛行場が開港するが翌年に帝国陸軍に献納され陸軍上田飛行場と改称。
  - 8月1日 - 第十九銀行が六十三銀行と対等合併し八十二銀行発足。これにより同行の上田支店となる。
- 1937年（昭和12年） - 鐘紡の上田工場が上田市小牧右岸に設置される。戦後進駐軍接収の後日本専売公社に譲渡される。
- 1944年（昭和19年） - この時期に特攻隊の秘密基地が建設された。
- 1945年（昭和20年） - 現在の上田市東部市街地が空襲を受ける。敗戦と同時に陸軍上田飛行場が閉鎖。

### 現代
昭和時代
- 1947年（昭和22年）10月12日 - 昭和天皇の戦後巡幸があり、上田繊維専門学校などを視察（1919年に続き2回目）。上田市営球場に市民奉迎場を設けて天皇を迎える[5]。
- 1949年（昭和24年）10月1日 - 上田市小牧右岸地籍に日本専売公社の上田工場が設置される。上田工場は1985年（昭和60年）4月1日の日本たばこ産業の発足に伴い同社上田工場となる。
- 1957年（昭和32年） - 上田松尾高校（現：上田高校）が第39回全国高等学校野球選手権大会に初出場。以降現校名時代を含め2度出場。
- 1958年（昭和33年）10月25日 - 信越放送が現在の大字武石下本入の高原地帯美ヶ原にテレビ塔を完成、初の長野県全域でのテレビ放送を開始。
- 1962年（昭和37年） - 丸子実業高校（現：丸子修学館高校）が第34回選抜高等学校野球大会に初出場。以降春3回出場。
- 1963年（昭和38年）7月15日 - 信越本線上野駅〜長野駅間電化。
- 1964年（昭和39年）5月15日 - 昭和天皇、香淳皇后が第15回全国植樹祭開催に合わせて県内を行幸啓。笠原工業上田工場などを訪問[6]。
- 1965年（昭和40年） - 丸子実業高校（現：丸子修学館高校）が第47回全国高等学校野球選手権大会に初出場。以降夏7回出場。
- 1966年（昭和41年）10月1日 - 上田駅を停車する信越本線初の特急列車『あさま』登場。
- 1972年（昭和47年）2月19日 - モータリゼーションの波で上田丸子電鉄→上田交通の電車路線がこの日までに別所線を残し廃止となる。
- 1981年（昭和56年）4月1日 - 霧ヶ峰有料道路がこの日全通。（※ 2002年（平成14年）4月20日全線無料開放）
- 1988年（昭和63年） - 上田東高校が第70回全国高等学校野球選手権大会に初出場。

平成時代
- 1996年（平成8年）11月14日 - 上信越自動車道小諸インターチェンジ〜上田菅平インターチェンジ〜更埴ジャンクション開通。上田市周辺も高速時代に突入。
- 1997年（平成9年）10月1日 - 北陸新幹線開業[7]。信越本線並行区間はしなの鉄道路線として移管される[8]。
- 2005年（平成17年）3月31日 - 日本たばこ産業上田工場操業停止。同年6月閉鎖。
- 2006年（平成18年）4月1日 - NHK長野放送局が美ヶ原のテレビ塔を地上デジタルテレビアンテナに改良、初の長野県全域での地上デジタルテレビ放送を開始。
- 2007年（平成19年）10月2日 - 『上田市民憲章』制定[9][注釈 1]
- 2011年（平成23年）4月21日[10] - [11]上田工場跡地に[12]複合商業施設「アリオ上田」が開店[10]。
- 2013年（平成25年）10月1日 - 運賃低減バス運行計画事業実行。
- 2014年（平成26年）
  - 10月2日 - 日本たばこ産業上田工場跡地に市立の交流文化施設「サントミューゼ」（上田市交流文化芸術センター・上田市立美術館）が開館[13]。
  - 12月26日 - 上田市交流文化芸術センター開設に伴い上田市民会館を廃止、閉館。

令和時代
- 2019年（令和元年）9月21日 - 丸子地区にシャトー・メルシャン椀子（まりこ）ワイナリー開業[14] 。

## 行政
現在の上田市（新上田市）は新設合併によって設置された自治体であり、それ以前に存在した上田市（旧上田市）は廃止されている。新上田市（2006年3月6日以降）と旧上田市（2006年3月5日まで）は同名の別法人となる自治体であり、国勢調査などのデータは、2006年3月6日の合併前と合併後とでは、全くの別物となっている。
旧上田市の市役所本庁舎は、現在では新上田市役所本庁舎となっている。なお、自治体コードは旧上田市と新上田市で同一のものを使っている。
2006年3月1日の人口推計では、丸子町が24,441人、真田町が11,208人、武石村が4,089人であり、旧上田市は2005年の推計で163,651人だった。

### 首長

#### 歴代市長
| 代                 | 氏名             | 就任             | 退任             | 備考                 |
| 上田町長（官選）   | 上田町長（官選） | 上田町長（官選） | 上田町長（官選） | 上田町長（官選）     |
| ------------------ | ---------------- | ---------------- | ---------------- | -------------------- |
| 初                 | 船越重舒         | 1889年           | 1892年           |                      |
| 2                  | 浅野舒次郎       | 1892年           | 1893年           |                      |
| 3                  | 山下譲           | 1893年           | 1896年           |                      |
| 4                  | 浅野舒次郎       | 1896年           | 1898年           | 再任                 |
| 5                  | 馬場歳次         | 1898年           | 1903年           |                      |
| 6                  | 岡本幸次郎       | 1903年           | 1906年           |                      |
| 7                  | 石田四方太       | 1906年           | 1914年           |                      |
| 8                  | 細川吉次郎       | 1914年           | 1919年           |                      |
| 旧上田市長（官選） |                  |                  |                  |                      |
| 初                 | 細川吉次郎       | 1919年8月21日    | 1924年5月25日    | 在任中死去           |
| 2                  | 勝俣英吉郎       | 1924年7月14日    | 1930年4月17日    | 在任中死去           |
| 3                  | 成沢伍一郎       | 1930年5月9日     | 1938年5月8日     |                      |
| 4                  | 伊藤伝兵衛       | 1938年6月24日    | 1940年12月18日   |                      |
| 5                  | 浅井敬吾         | 1940年12月21日   | 1946年11月16日   | 公職追放による辞任   |
| 旧上田市長（公選） |                  |                  |                  |                      |
| 市長職務執行代理者 | 広瀬淳           | 1946年           | 1947年4月5日     |                      |
| 6                  | 井上柳梧         | 1947年4月6日     | 1951年4月5日     | 1期                  |
| 7                  | 水野鼎蔵         | 1951年4月23日    | 1959年4月30日    | 2期                  |
| 8                  | 堀込義雄         | 1959年5月1日     | 1963年2月10日    | 1期                  |
| 9                  | 小山一平         | 1963年3月10日    | 1973年10月11日   | 2期・3期中途辞任     |
| 10                 | 石井泉           | 1973年11月11日   | 1982年2月4日     | 2期・3期中途死去辞任 |
| 11                 | 永野裕貞         | 1982年3月28日    | 1994年3月27日    | 3期                  |
| 12                 | 竹下悦男         | 1994年3月28日    | 1998年3月27日    | 1期                  |
| 13                 | 平尾哲男         | 1998年3月28日    | 2002年3月27日    | 1期                  |
| 14                 | 母袋創一         | 2002年3月28日    | 2006年3月5日     | 1期                  |
| 上田市長（公選）   |                  |                  |                  |                      |
| 市長職務執行者     | 堀内憲明         | 2006年3月6日     | 2006年4月9日     |                      |
| 初-3代             | 母袋創一         | 2006年4月9日     | 2018年4月8日     | 旧上田市長           |
| 4代                | 土屋陽一         | 2018年4月9日     |                  |                      |

### 行政区画の変遷
- 1889年（明治22年）4月1日 - 町村制の施行により、小県郡常入村・常磐城村および上田町の一部（山口・金井・蛇沢を除く）の区域をもって上田町が発足。
  - 上田町の残部（山口・金井・蛇沢）は神科村の一部となる。
- 1919年（大正8年）5月1日 - 市制施行により上田市となる。
- 1921年（大正10年）9月10日 - 小県郡城下村を編入。
- 1954年（昭和29年）4月1日 - 小県郡塩尻村・川辺村を編入。
- 1956年（昭和31年）9月30日 - 小県郡神川村・泉田村を編入。
- 1957年（昭和32年）
  - 3月31日 - 半過を除く大字小泉が分割され、小県郡川西村の一部となる。
  - 8月1日 - 小県郡神科村を編入。
- 1958年（昭和33年）4月1日 - 小県郡豊殿村を編入。
- 1970年（昭和45年）4月1日 - 小県郡塩田町を編入。
- 1973年（昭和48年）4月1日 - 小県郡川西村を編入。
- 2006年（平成18年）3月6日 - 小県郡丸子町・真田町・武石村と合併し、改めて上田市が発足[16][17]。

### 広域行政
上田市、東御市、長和町、青木村、坂城町は特別地方公共団体（広域連合）「上田地域広域連合」を設置し、一部の行政業務を共同で行っている。
広域連合とは別に、上田市と東御市、長和町、青木村、坂城町、立科町、嬬恋村が個々に協定を締結して共通の行政事務事業を行う「上田地域定住自立圏」を設定している。構成市町村のうち上田市を中心市とし、東御市、長和町、青木村、坂城町、立科町、嬬恋村を連携市町村とする。

## 議会

### 県議会
- 選挙区：上田市・小県郡選挙区
- 定数：4人
- 任期：2023年4月30日 - 2027年4月29日
- 投票日：2023年4月9日
- 当日有権者数：134,528人
- 投票率：44.47％

| 候補者名 | 当落 | 年齢 | 党派名     | 新旧別 | 得票数   |
| -------- | ---- | ---- | ---------- | ------ | -------- |
| 清水純子 | 当   | 58   | 公明党     | 現     | 12,436票 |
| 高村京子 | 当   | 69   | 日本共産党 | 現     | 11,583票 |
| 林和明   | 当   | 36   | 無所属     | 新     | 10,888票 |
| 山田英喜 | 当   | 38   | 自由民主党 | 現     | 10,345票 |
| 金子和夫 | 落   | 60   | 無所属     | 新     | 7,162票  |
| 飯島幸宏 | 落   | 60   | 無所属     | 新     | 6,729票  |

### 衆議院
- 選挙区：長野3区（上田市、小諸市、佐久市、千曲市、東御市、南佐久郡、北佐久郡、小県郡、埴科郡）
- 任期：2021年10月31日 - 2025年10月30日
- 投票日：2021年10月31日
- 当日有権者数：399,168人
- 投票率：59.32％

| 当落 | 候補者名 | 年齢 | 所属党派                            | 新旧別 | 得票数    | 重複 |
| ---- | -------- | ---- | ----------------------------------- | ------ | --------- | ---- |
| 当   | 井出庸生 | 43   | 自由民主党                          | 前     | 120,023票 | ○    |
| 比当 | 神津健   | 44   | 立憲民主党                          | 新     | 109,179票 | ○    |
|      | 池高生   | 53   | NHKと裁判してる党弁護士法72条違反で | 新     | 3,722票   | ○    |

## 司法

### 最高裁判所
最高裁判所

### 高等裁判所
管轄
東京高等裁判所

### 地方・家庭裁判所
管轄
- 長野地方・家庭裁判所
- 長野地方・家庭裁判所 上田支部

### 簡易裁判所
管轄
上田簡易裁判所

## 施設

### 警察
本部
長野県警察
管轄
上田警察署（上田市天神3-15-74）
交番・駐在所
- 染谷交番（上田市材木町1丁目2-11）
- 国分交番（上田市国分1丁目5-4）
- 上田駅前交番（上田市天神1丁目1887-28）
- 川辺交番（上田市吉田46-1）
- 塩田交番（上田市下之郷799-1）
- 大屋交番（上田市大屋236-9）
- 神科交番（上田市上野字大和町4-4）
- 丸子警部交番（上田市上丸子224-3）
- 別所温泉警察官駐在所（上田市別所温泉1768-2）
- 真田町警察官駐在所（上田市真田町長7172-6）
- 西内警察官駐在所（上田市平井1670-3）
- 依田警察官駐在所（上田市生田4008-7）
- 丸子北部警察官駐在所（上田市長瀬2883-1）
- 武石警察官駐在所（上田市上武石67-1）

出典

### 消防
本部
上田地域広域連合消防本部（上田市大手2-7-16）
消防署
- 上田中央消防署（上田市大手2-7-16）
- 上田南部消防署（上田市小島550-1）
- 上田東北消防署（上田市芳田1515-1）
- 川西消防署（上田市浦野126-2）
- 丸子消防署（上田市上丸子1603-1）
- 真田消防署（上田市真田町長7174-1）

出典:

### 医療
主な病院
- 国立病院機構信州上田医療センター
- 鹿教湯三才山リハビリテーションセンター三才山病院
- 千曲荘病院

### 郵便局
日本郵便が展開する以下の郵便局がある。
集配郵便局
- 上田郵便局
- 浦里郵便局
- 真田郵便局

- 塩田郵便局
- 武石郵便局
- 別所郵便局

- 東塩田郵便局
- 丸子郵便局

無集配郵便局
- 上田駅前郵便局
- 上田大手郵便局[注釈 2]
- 上田古里郵便局
- 上田材木町郵便局
- 上田新町郵便局
- 上田常入郵便局
- 上田緑が丘郵便局
- 上田三好町郵便局
- 大屋郵便局
- 大屋駅郵便局

- 鹿教湯郵便局
- 上塩尻郵便局
- 神科郵便局
- 上本郷郵便局
- 川辺郵便局
- 塩川郵便局
- 信濃国分郵便局
- 菅平郵便局
- 傍陽郵便局
- 殿城郵便局

- 豊里郵便局
- 長瀬郵便局
- 西内郵便局
- 西塩田郵便局
- 原町郵便局
- 東内郵便局
- 富士山郵便局
- 丸子駅前郵便局
- 室賀郵便局

簡易郵便局
- 蒼久保簡易郵便局
- 秋和簡易郵便局
- 石井簡易郵便局

- 伊勢山簡易郵便局
- 上田常磐町簡易郵便局
- 上田中之条簡易郵便局

- 上田原簡易郵便局
- 菅平口簡易郵便局
- 中丸子簡易郵便局

### 図書館
市は「上田市図書館条例」に基づき、上田図書館・上田情報ライブラリー・丸子図書館・真田図書館を設置している。
上田創造館内には上田図書館の分室が置かれており、塩田・武石公民館内にも公民館図書室が置かれる。また、市は「長野県上田点字図書館条例」に基づき点字図書館を設置している。
主な図書館
- 上田市立図書館
  - 上田図書館
    - 上田図書館創造館分室

  - 上田情報ライブラリー
  - 丸子図書館
  - 真田図書館
- 塩田公民館図書コーナー
- 武石公民館図書室
- 長野県上田点字図書館
- 信州大学付属図書館 繊維学部図書館
- 長野大学付属図書館
- 上田短期大学付属図書館

このほか、信州大学繊維学部・長野大学・上田女子短大といった市内にある大学は大学図書館を設置している。
1995年12月より、上田市・東御市・長和町・青木村・坂城町の各図書館同士をネットワーク連携した「上田地域図書館情報ネットワーク」（愛称：エコール、山彦の「エコー」に図書館を意味するlibraryの「L」を組み合わせた造語）が稼働し、利便性の向上を図っている。

## 対外関係

### 姉妹都市・提携都市

#### 国内
姉妹都市
- 鎌倉市（関東地方 神奈川県）
  - 1979年（昭和54年）11月5日 - 友好都市締結。
- 豊岡市（近畿地方 兵庫県）
  - 1979年（昭和54年）11月5日 - 旧出石町と友好都市締結。
- 上越市（中部地方 新潟県）
  - 1979年（昭和54年）11月5日 - 友好都市締結。

提携都市
- 練馬区（関東地方 東京都）
  - 1994年（平成6年） - 旧武石村と友好都市締結。

#### 海外
姉妹都市
- ダボス（スイス連邦 グラウビュンデン州） 
  - 1976年（昭和51年）- 旧真田町と友好交流都市締結。

提携都市
- 寧波市（中華人民共和国 浙江省） 
  - 1995年（平成7年）- 友好交流都市締結。

## 経済

### 第一次産業

#### 農業
果樹・野菜栽培
- ぶどう、りんご、白菜、キャベツ、クルミ
- 松茸 - 9月下旬から10月下旬。長野県内有数の産地で、特に塩田平南部（別所温泉・山田・前山・古安曽・富士山）に松茸料理店が多い[34]。

### 第二次産業

#### 工業
- 古くは、養蚕業が盛んで、特に明治期においては、日本の主力産業であった繭の重要な供給地であった。特に、塩尻地区は養種業が盛んで、世界の養種（蚕の卵）の中心地でもあった。
- 現在は、電気機器、自動車部品などの生産が盛んであり、製造品出荷額は県内で安曇野市に次いで2位である（合併前は4位）。

主力工場を置く企業
- 山洋電気
- 長野計器
- 東京特殊電線
- エスビー食品
- チャコット
- わらべや日洋

協力工場を置く企業
- 日精樹脂工業
- 日精エー・エス・ビー機械

### 本社機能を置く企業
- シナノケンシ（プレクスター製造元）
- 日本電産セイミツ
- 日置電機
- 信州ハム
- オルガン針
- アート金属工業
- 松山株式会社
- 上田日本無線

### 第三次産業
- 養蚕業を基礎として第三次産業も発達を遂げた。また、昭和期のホテル業界において、ルートイン・東急イン（東京急行電鉄のビジネスホテルチェーン名、現在は「東急REIホテル」ブランド）の第1号店の地でもある。

### 本社機能を置く企業
- シーティーエス
- ルートインジャパン（東京・大阪と3本社制）※第1号店の地
- しなの鉄道
- 八十二証券
- やおふく
- 上田交通※「東急イン」ブランド1号店を立ち上げる
- 上田電鉄
- 上田バス
- R&Cながの青果（長野市と2本社制）
- バリューブックス

## 交通

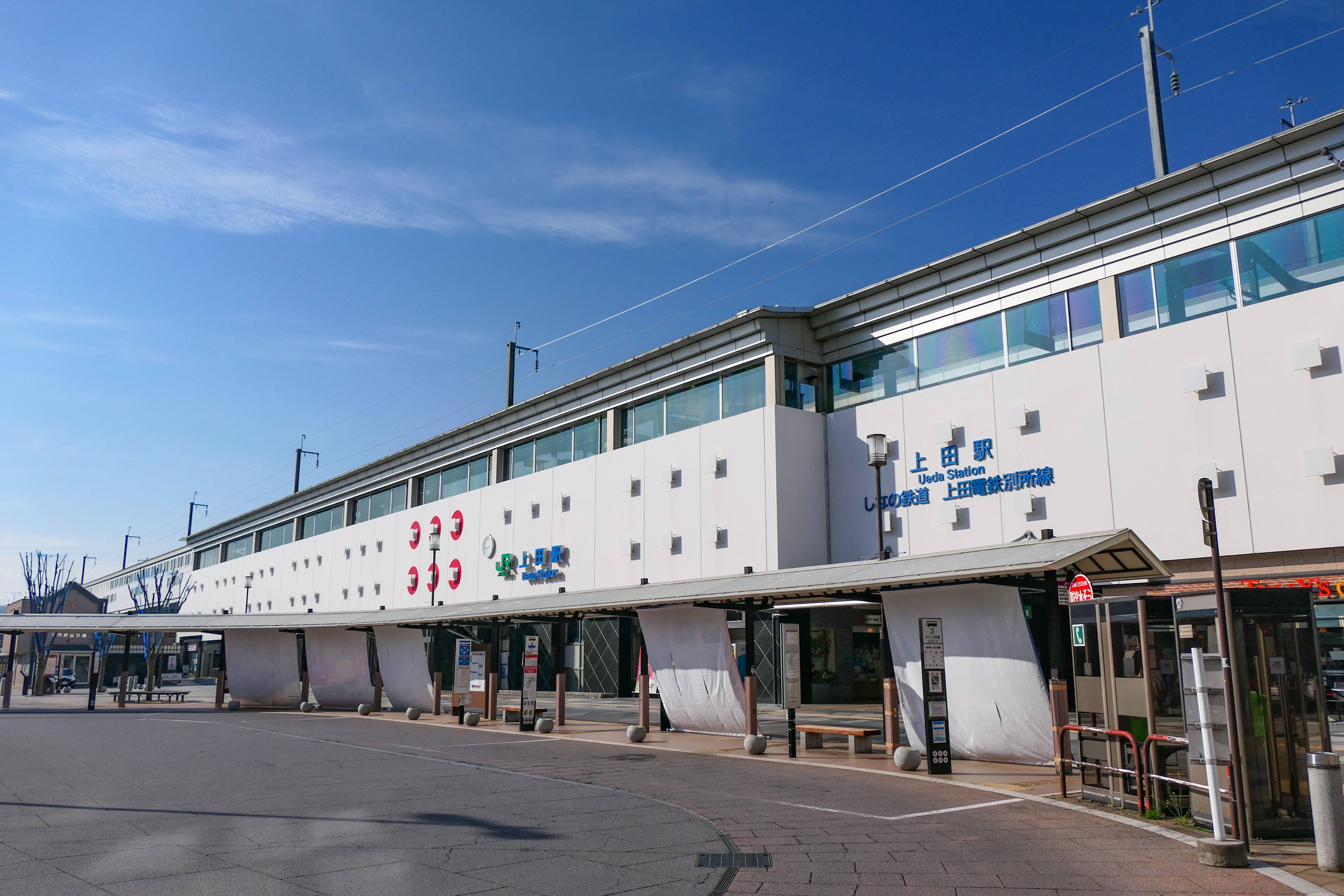
上田駅

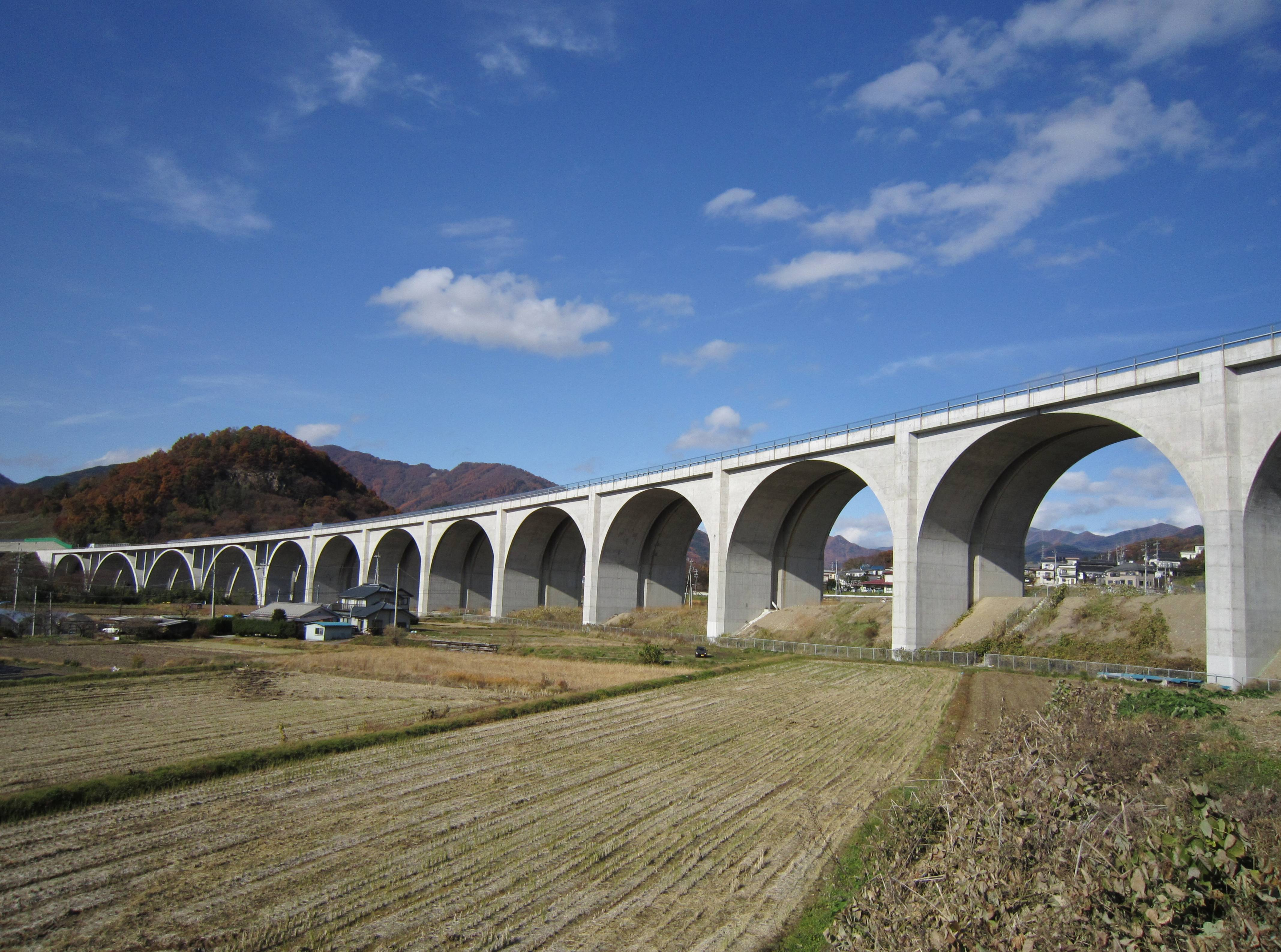
上信越自動車道・上田ローマン橋

### 鉄道
東日本旅客鉄道（JR東日本）
 北陸新幹線
- - 上田駅 -

しなの鉄道
■しなの鉄道線
- - 大屋駅 - 信濃国分寺駅 - 上田駅 - 西上田駅 -

上田電鉄
■別所線（全線市内）
- 上田駅 - 城下駅 - 三好町駅 - 赤坂上駅 - 上田原駅 - 寺下駅 - 神畑駅 - 大学前駅 - 下之郷駅 - 中塩田駅 - 塩田町駅 - 中野駅 - 舞田駅 - 八木沢駅 - 別所温泉駅

中心となる駅：上田駅

### バス

#### 高速バス
- 千曲三線

バスタ新宿・キンカ堂前西武高速バス乗り場（池袋駅東口） - 西武観光バス・千曲バス共同運行
- 立川線

立川駅北口 - 千曲バス
- 千曲川ライナー

京都（京都駅八条口）・大阪（あべの橋駅） - 千曲バス・近鉄バス共同運行

#### 路線バス
- 上田バス

アリオ上田
菅平高原（西菅平）
菅平高原（サニアパーク）- 期間運転（5月1日〜9月30日）
菅平高原（ダボス）
真田
真田（上渋沢）
傍陽（大倉）
傍陽（入軽井沢）
傍陽（横道）
赤坂
信州上田医療センター
別所温泉
合同庁舎方面市内循環バス（あおバス）
西上田駅方面市内循環バス（あおバス）
高齢者福祉センター（オレンジバス）
- 千曲バス

下秋和（千曲バス上田営業所）
上田
丸子・鹿教湯
平井寺・鹿教湯
丸子・奥鹿教湯
丸子
松本バスターミナル
青木
室賀
上室賀
町吉田・中吉田
祢津
下半過

合同庁舎方面市内循環バス（あかバス）
西上田駅方面市内循環バス（あかバス）
高齢者福祉センター（オレンジバス）
※佐久上田線は2021年9月30日をもって廃止された。
- 信州観光バス（温泉口乗り場）

戸倉駅
上山田温泉公園前
- 信州上田・美ヶ原高原観光バス（季節運行）

上田駅 - 道の駅美ヶ原高原
- JRバス関東

長久保（長和町）
- アルピコ交通

鹿教湯温泉線
美ヶ原高原美術館線
- アルピコタクシー

美ヶ原高原直行バス（美ヶ原自然保護センターバス停のみ）
- 運賃低減バス運行計画

バス利用者増加を図るため平成25年10月1日からはじまったバス運賃を抑制する上田市の事業。初乗りは100円で最も遠いところではエリアごとに上限があり300円や500円などが上限となっている。当初は3年間（平成28年9月30日まで）の実証実験の予定だったが、さらに3年間延長し令和元年10月1日以降も延長している。
対象は上田市と青木村を運行するバス路線であるが、高速バスや特急バス、上田-松本線（上田駅 - 鹿教湯温泉間を除く）、JRバス関東の路線は対象外である。
また上田市と青木村以外の自治体に跨った区間から通常料金である。
祢津線のツルヤかのう店バス停は東御市にあるが同路線の終点ということもあり本事業の対象である。

### 道路
| 東日本高速道路（NEXCO東日本） E18 上信越自動車道 - 上田菅平IC - | - 国道18号（群馬県高崎市〜新潟県上越市）（国道141号と重複する区間がある）（上田バイパス・上田坂城バイパスを建設中） - 国道141号（山梨県韮崎市〜上田市）（国道18号と重複する区間がある） - 国道143号（長野県松本市〜上田市）（松本街道） - 国道144号（群馬県長野原町〜上田市）（国道406号と重複する区間がある）（しなの木通り、上州街道） - 国道152号（上田市〜静岡県浜松市）（国道254号と重複する区間がある） - 国道254号（東京都文京区〜長野県松本市）（国道152号と重複する区間がある） - 国道406号（長野県大町市〜群馬県高崎市）（国道144号と重複する区間がある） |

| 主要地方道 - 長野県道4号真田東部線（旧菅平有料道路） - 長野県道12号丸子信州新線 - 長野県道34号長野菅平線 - 長野県道35号長野真田線 - 長野県道62号美ヶ原公園沖線 - 長野県道65号上田丸子線 - 長野県道77号長野上田線 - 長野県道79号小諸上田線（一部区間が通称浅間サンライン） - 長野県道81号丸子東部インター線 - 長野県道82号別所丸子線 | 一般県道 - 長野県道158号傍陽菅平線 - 長野県道160号上室賀坂城停車場線 - 長野県道162号上田停車場線 - 長野県道171号塩田仁古田線 - 長野県道174号荻窪丸子線 - 長野県道175号矢沢真田線 - 長野県道176号下原大屋停車場線 - 長野県道177号鹿教湯別所上田線（コスモス街道） - 長野県道180号住吉上田線 - 長野県道182号菅平高原線 - 長野県道186号上田塩川線 - 長野県道273号真田新田線 - 長野県道460号美ヶ原公園東餅屋線 （通称ビーナスライン・旧霧ヶ峰有料道路） |

#### 市道
主な市道
- 秋和上堀線（祝町大通り）
- 二の丸通り
- 大手通り
- 戸石米山城通り

#### 農道
- 浅間山麓広域農道（浅間サンライン）
- 千曲川左岸広域農道（千曲ビューライン）

#### 観光道路
- ビーナスライン（観光道路）

### 道の駅
道の駅
- 道の駅上田 道と川の駅
- 道の駅美ヶ原高原

## 教育

### 大学
国公立
- 信州大学繊維学部
- 長野大学

### 短期大学
私立
- 上田短期大学

### 専修学校
- 上田看護専門学校
- 上田情報ビジネス専門学校
- 上田総合文化専門学校
- 専門学校長野外語カレッジ
- 長野医療衛生専門学校

- 高等専修学校信州クラーク高等学院

### 高等学校
公立
- 長野県上田高等学校
- 長野県上田染谷丘高等学校(そめやおか)
- 長野県上田東高等学校(ひがし)
- 長野県上田千曲高等学校(ちくま)
- 長野県丸子修学館高等学校(まるこしゅうがくかん)

私立
- 上田西高等学校
- さくら国際高等学校
- コードアカデミー高等学校
- クラーク記念国際高等学校信州上田キャンパス（2025年4月より、運営変更により、長野キャンパスより改称・技能連携校化）
- つくば開成学園高等学校上田学習センター

### 中学校
市立
- 上田市立第一中学校
- 上田市立第二中学校
- 上田市立第三中学校
- 上田市立第四中学校
  - 原峠分室
- 上田市立第五中学校
- 上田市立第六中学校
- 上田市立塩田中学校
- 上田市立丸子中学校
- 上田市立丸子北中学校
- 上田市立真田中学校
- 上田市立菅平小中学校

公立
- 上田市長和町中学校組合立依田窪南部中学校

### 小学校
市立
- 上田市立清明小学校 (せいめい)
- 上田市立東小学校 (ひがし)
- 上田市立西小学校 (にし)
- 上田市立北小学校 (きた)
- 上田市立城下小学校 (しろした)
- 上田市立塩尻小学校 (しおじり)
- 上田市立川辺小学校 (かわべ)
- 上田市立神川小学校 (かんがわ)
- 上田市立神科小学校 (かみしな)
- 上田市立豊殿小学校 (ほうでん)
- 上田市立東塩田小学校 (ひがししおだ)
- 上田市立中塩田小学校 (なかしおだ)
- 上田市立塩田西小学校 (しおだにし)
- 上田市立浦里小学校 (うらさと)
- 上田市立川西小学校 (かわにし)
- 上田市立南小学校 (みなみ)
- 上田市立塩川小学校 (しおかわ)
- 上田市立丸子北小学校 (まるこきた)
- 上田市立丸子中央小学校 (まるこちゅうおう)
- 上田市立西内小学校 (にしうち)
- 上田市立傍陽小学校 (そえひ)
- 上田市立長小学校 (おさ)
- 上田市立本原小学校 (もとはら)
- 上田市立菅平小中学校 (すがだいら)
- 上田市立武石小学校 (たけし)

### 特別支援学校
公立
- 長野県上田養護学校

### 職業能力開発校
職業能力開発短大
- 長野県工科短期大学校

## 観光

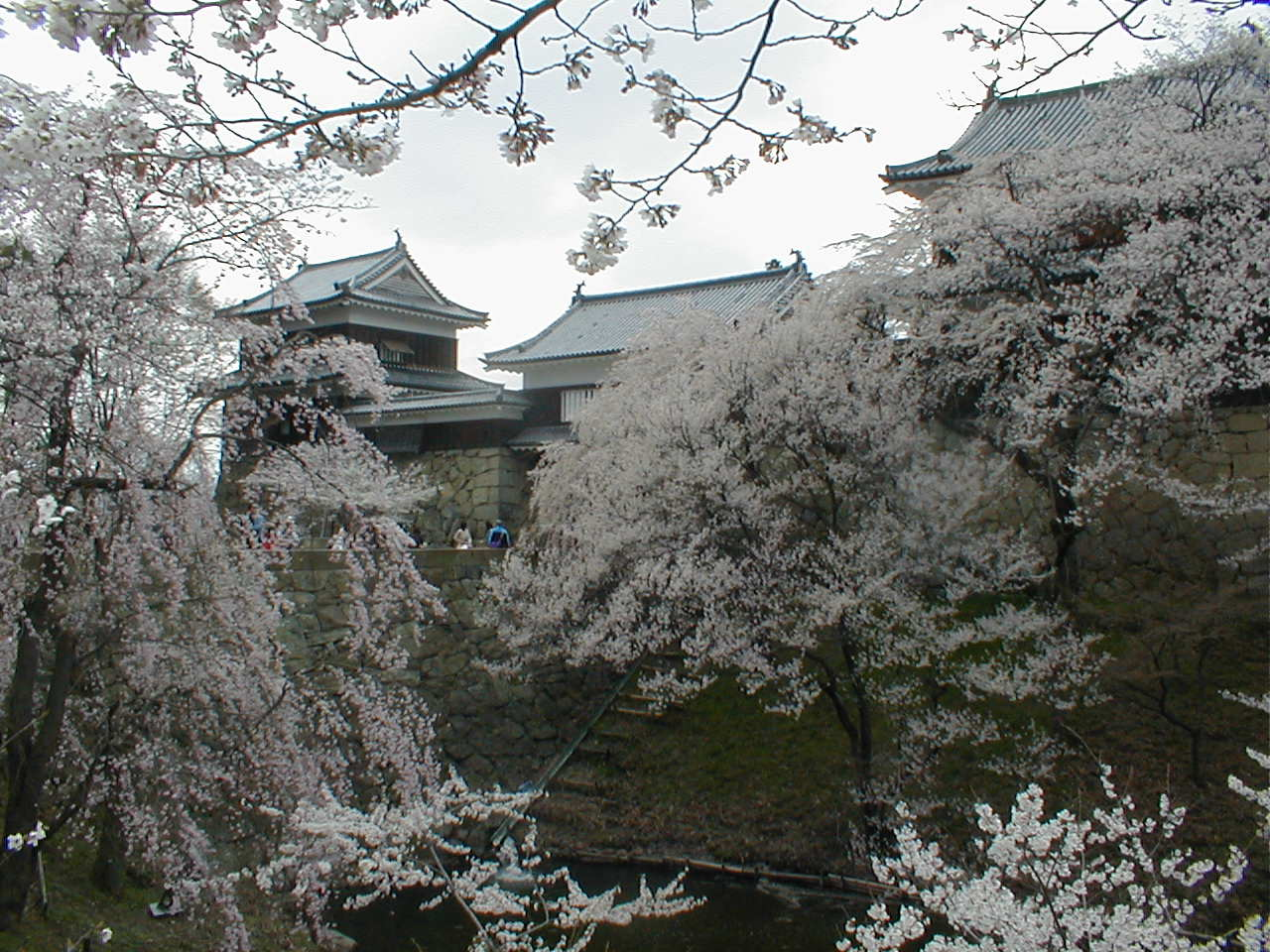
上田城跡公園

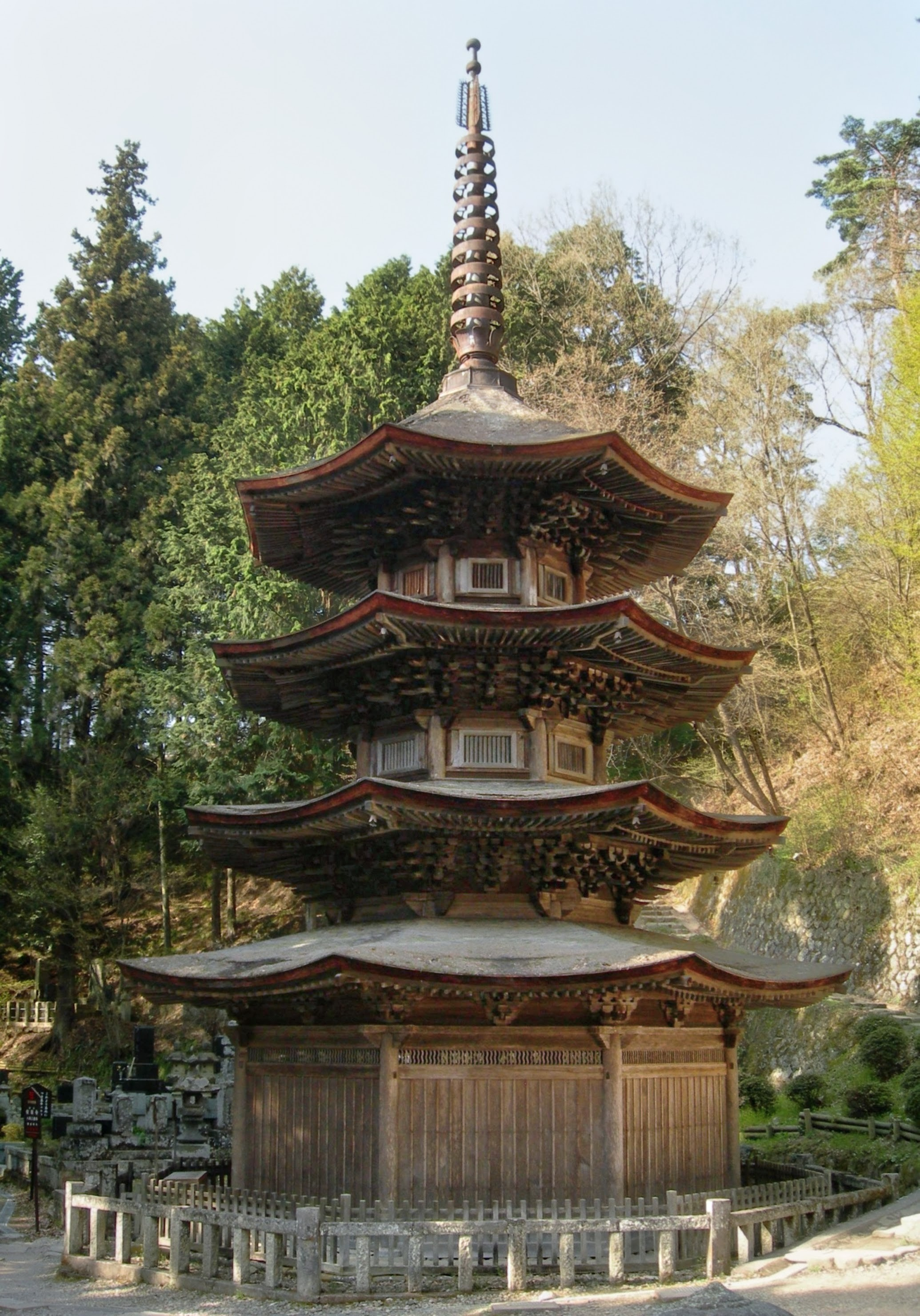
別所温泉安楽寺八角三重塔

### 名所・旧跡
真田氏関連史跡
- - 上田城跡公園(上田合戦)
  - 戸石城跡：県指定史跡。
  - 真田氏館
  - 真田本城（別称：真田山城、松尾城）跡
  - 長谷寺
  - 信綱寺
  - 芳泉寺
  - 大輪寺
  - 角間渓谷
- 上田原古戦場(上田原の戦い)

主な城郭
- 塩田城跡：県指定史跡。
- 丸子城 (信濃国)
- 岡城跡
- 信濃国分寺（三重塔）
- 信濃国分寺史跡公園

主な神社
- 科野大宮社（「信濃」の語源とされる）
- 生島足島神社

主な寺院
- 長福寺（信州夢殿）
- 北向観音
- 常楽寺（北向観音本坊）
- 安楽寺（国宝八角三重塔）
- 前山寺（三重塔）
- 中禅寺(薬師堂)
- 毘沙門堂 (多聞庵)
- 岩門大日堂
- 龍洞院

街道
- 北国街道街並み
  - 柳町

主な史跡
- 養蚕業関連の建造物等

### 観光スポット
温泉
- 別所温泉
- 丸子温泉郷（国民保養温泉地）
  - 鹿教湯温泉
  - 霊泉寺温泉
  - 大塩温泉
- 角間温泉

美術館・博物館
市街地
- 上田市立博物館
- 上田市立信濃国分寺資料館
- 池波正太郎真田太平記館
- 石井鶴三美術資料室
- 尾澤木彫美術館
- Editor's Museum 「小宮山量平の編集室」
- 赤松小三郎記念館・平八郎茶屋
- サントミューゼ（上田市交流文化芸術センター・上田市立美術館）
  - 山本鼎記念館（2014年9月末日を以て「サントミューゼ」内の上田市立美術館に統合し閉館）
- 蚕都上田館 - 上田の蚕糸業をテーマにした交流館。1915年に上田男子小学校（現・上田市立清明小学校）の明治記念館として建てられた上田市指定文化財「旧上田市立図書館」を利用していた。2015年5月10日閉館。[36]

真田地域
- 真田氏歴史館
- 菅平高原自然館

塩田・別所地域
- 常楽寺美術館
- 無言館
- KAITA EPITAPH 残照館（旧・信濃デッサン館）
- 旧宣教師館
- 民俗資料館（上田創造館内）

丸子地域
- 丸子郷土博物館

武石地域
- 武石ともしび博物館
- 美ヶ原高原美術館

自然
- 美ヶ原高原
- 菅平高原
- 須川湖
- 岩鼻

## 文化・名物

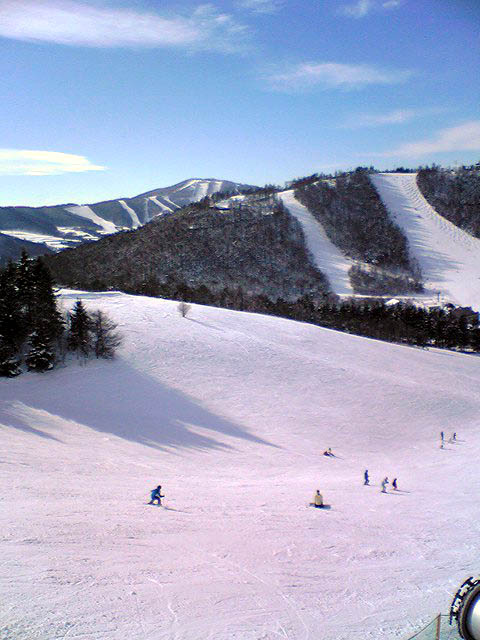
菅平高原スキー場

### 名産・特産
- 美味だれ焼き鳥（郷土料理）
- シナノスイート、シナノゴールドなどのりんご

### スポーツ
- 菅平高原スキー場
- 番所ヶ原スキー場
- サニアパーク
- 菅平グリーンゴルフ
- 上田菅平高原グランヴィリオゴルフ倶楽部
- 上田城跡公園野球場
- 長野県営上田野球場

#### スポーツチーム
- ルートインホテルズ Brilliant Aries（V.LEAGUE所属）

## 著名な出身者

### 歴史上の人物
- 真田氏
  - 真田頼昌 （戦国武将）
  - 真田昌幸 （戦国武将）
  - 真田信之 （戦国武将）
  - 真田信繁（真田幸村） （戦国武将）

### 行政
- 関田康雄（第26代気象庁長官）
- 宮澤康一（国土交通省航空局長、海上保安庁次長、内閣府総合海洋政策推進事務局長）[37]

### 学者
- 赤松小三郎 （兵学者）
- 山極勝三郎 （病理学者、東京大学教授）
- 伊藤眞 （民事訴訟法学者、東京大学教授）
- 鈴木一人（政治学者、東京大学教授）
- 塩入諭（工学者、東北大学教授）
- 小川原正道 （政治学者、慶應義塾大学教授）

### 政治・経済
- 飯島保作（第十九国立銀行頭取、銀行家、実業家、文筆家）
- 小宮山量平 （理論社創業者・社長、編集者）
- 永山勝利（ホテルルートイングループ創業者・会長）
- 北野ミヤ （メジロ牧場会長）
- 坂口光治 （東京都西東京市長、東京都議会議員）
- 清水逸平 （衆議院議員、狭山市名誉市民）
- 加藤学 （衆議院議員）
- グレート☆無茶（プロレスラー、長野市議会議員　→　長野県議会議員）
- 成沢金兵衛（日本写真協会専務理事、朝日新聞社、全日本写真連盟各顧問）

### 芸能
- 土屋貴子 （女優、信州上田観光大使）
- 宮澤寿梨 （女優、タレント）
- 林恵理 （女優、タレント）
- 林マヤ （モデル、タレント）
- 中澤瞳 （モデル、タレント）
- 真田アサミ （声優）
- 月影瞳 （元宝塚歌劇団雪組・星組トップ娘役）
- 伊倉一恵[38] （女優、声優）
- 富沢美智恵 （女優、声優）
- 中村久美 （女優、市内在住）
- 藤村延魚 （国際観光ジャーナリスト、ホテルマン）
- 立川談慶 （落語家）
- 三遊亭鬼丸 （落語家）
- H2O （フォークデュオ）
- MOROHA （ラップユニット）
- PIERROT （ロックバンド）
- 小林すすむ （俳優、お笑い芸人、元ヒップアップ）
- 小出真保 （お笑い芸人、麦芽）
- ヤジマリー。（お笑い芸人、スカチャン）
- 寺島惇太（声優）

### 文化
- ハリー・K・シゲタ （写真家）
- 兎束龍夫 （ヴァイオリニスト）
- 新田潤 （作家）
- 一ノ瀬綾 （作家）
- 加舎白雄 （俳人）
- 清水澄子（『さゝやき』著者）
- 成沢昌茂（脚本家、映画監督）
- 瀧澤信秋 （ホテル評論家、旅行作家）
- 田中渉 （作家）
- おかざき真里 （漫画家）
- 樋田和彦 （漫画家）
- 北沢直樹 （イラストレーター、キャラクターデザイナー）
- 山口あかり（作詞家）
- 尾澤千春（工芸家）
- 尾澤正毅（彫刻家）

### スポーツ
- 中牧昭二 （プロレスラー、暴露本著者）
- 藤澤亨明 （プロ野球選手（埼玉西武ライオンズ）
- 星野八千穂 （プロ野球選手）
- 西沢一希 （プロ野球審判員）
- 溜田剛士 （プロボクサー）
- 西澤ヨシノリ （プロボクサー）
- 今井胡桃 （プロスノーボーダー、2018年平昌オリンピック女子ハーフパイプ日本代表）
- 真保正子（陸上競技選手、1932年ロサンゼルスオリンピック4位入賞、長野県初の女子オリンピック選手[39]）
- 依田郁子 （陸上競技選手、1964年東京オリンピック5位入賞、元女子80mハードル日本記録保持者、旧丸子町出身）
- 塩沢勝吾 （アルティスタ浅間所属サッカー選手、旧真田町出身）
- リュウ・ヌグラハ（AC長野パルセイロ所属サッカー選手）
- 稲福卓（松本山雅FC所属サッカー選手）

### マスコミ
- 牛山美耶子 （元信越放送アナウンサー、旧武石村出身）
- 塩原桜 (元山形テレビアナウンサー)
- 坂口千夏（アナウンサー）

### その他
- 半田孝淳 （第256世天台座主。上田市名誉市民）
- 清水谷孝尚（浅草寺27世貫首）

## 上田を舞台とした作品
小説
- 真田太平記 / 池波正太郎
- 真田幸村 / 柴田錬三郎
- 真田幸村の妻 / 阿井景子
- 謀将 真田昌幸 / 南原幹雄
- オーダーメイド殺人クラブ / 辻村深月

楽曲
- 信濃の国 上田（歌: さくらゆき、作詞: 浅井冽、作曲: 北村季晴、編曲: 真鍋貴之）

民話
- 小泉小太郎伝説
- 塩田平の民話

漫画
- 「京四郎」（樋田和彦）
- 「イナカナかれっじ」（法田恵）

映画
- 「サマーウォーズ」
- 「サムライフ」

### ロケ地
映画
- 犬神家の一族
- 野性の証明
- 卓球温泉
- たそがれ清兵衛
- 嫌われ松子の一生
- 恋する日曜日 LOVE ON SUNDAY
- ラストゲーム 最後の早慶戦
- たとえ世界が終わっても
- 私は貝になりたい
- スパイ・ゾルゲ
- シグナル〜月曜日のルカ〜
- サムライフ
- 青天の霹靂
- るろうに剣心 京都大火編
- 博士の愛した数式

ドラマ
- TRICK
- 鉄板少女アカネ!!
- あいくるしい
- ギャルサー
- 赤い糸の女
- 真田丸
- 南極大陸